# Мегалитно светилище Пиленцето
Мегалитно светилище Пиленцето се намира на едноименния скалист връх на Пирин планина, над с.Добротино (Община Гоце Делчев).

## Откритие
Светилището е регистрирано в рамките на научната експедиция „Тракийски светилища от Западните Родопи, Пирин и Рила“ през 2005 г. с научен ръководител проф.Васил Марков.

## Описание и особености
Връх Пиленцето, извисяващ се на надморска височина от 1503 м, е разположен на най-крайната точка на рид, който започва от връх Ореляк и се спуска към Гоцеделчевската котловина. Откроява се в релефа на Пирин с ярко изявената си конусовидна форма. Наименованието на върха произлиза от формата му – гледан от местността Бунарчето в землището на с. Горна Средна, ясно се очертава главата и клюна на птицата, съвпадащи с най-високата му кота, а стръмните, на места отвесни източни, южни и северни склонове оформят крилата.
Трябва да се отбележи също така, че  топонимът повтаря името на връх Ореляк и се намира в по-ниската и постоянно населена част на планината, откъдето се открива панорама към Гоцеделчевското поле и склоновете на Западните Родопи. Втората кота на върха носи наименованието Ламята.
При върха се наблюдават хорстово издигащи се, грубо оформени скални площадки, върху които се наблюдава тънък културен пласт, на повечето места почти напълно измит от ерозията, съдържащ керамични фрагменти от I хил. пр. Хр., късната Антична епоха и Средновековието.
Върху източната площадка проф. Марков и екипът му регистрират скален жертвеник с улей изсечен така че да извежда течността на изток. От север, непосредствено до жертвеника днес се издига монументален железен кръст, където в миналото е бил издигнат дървен такъв. На около 500 m западно се намира отвесна пещера, наречена „Ламята“, която без съмнение според проф. Васил Марков е част от сакрализираната територия.
От отвесния южен склон на Пиленцето при дъждовно време и особено през пролетта при топенето на снеговете и през по-влажните месеци април, май и юни се оформя водопад. Тъй като върхът е съставен от карбонатни скали, които не са водозадържащи, по време на валеж водата се просмуква и се появява отново през отвора в южния склон, откъдето започва водопадът.
В подножието на Пиленцето е местността Курията, която е свързана с предание за Крали Марко и скално изсичане, сочено като отпечатък от ботуша на епическия герой. Според легендата Крали Марко бил много жаден и отишъл при извора в Курията да пие студена вода. Тъй като скалата по онова време била мека, ботушът му се отпечатал дълбоко в нея и може да се види и днес.

## Обредни практики
Подобно на обредите извършвани на Ляски връх и Пиленцето е своеобразен център на традиционни народни култови обреди, свързвани с измолването на дъжд и осигуряване на плодородие по нивите. Ежегодно жителите на с. Добротино и околните села се изкачват на върха на празника на Св. Кръстор и правят курбан.
По традиция първи се изкачват момите пеейки обредни песни. Обредното животно е агне или овца, които са задължително с бял цвят на руното. Според местната легенда, много отдавна жертвеното животно било еленче, което само идвало да „стори курбан“ за празника. Една година животното закъсняло и когато дошло, хората в бързането си не го оставили да почине и веднага го принесли в жертва. От тогава животното престанало да идва. Тази легенда е широко разпространена в Южна България – особено в региона на Средна и Горна Места. В българската тракология тази легенда с основание се счита за древнотракийско фолклорно наследство, преминало в българския народен фолклор и се свързва с мита за цар Рез (Резос) и светилището му в Родопите, където дивите зверове идвали, за де се „принесат сами в жертва“ на прочутия херой.
Курбанът бил сваряван на огнището (намиращо се и сега под кръста), а участниците в култа изяждали местото насядали по площадките на светилището. По време на този празник се отсича и елха, която се връзва за кръста – обредно действие целящо да гарантира плодородие, зеленина и дъжд. Дръвчето трябва да се отсече от човек, избран от хората, който да е трудолюбив, честен, добър и здрав. Около кръста задължително се играе и обредно хоро (познато и от обреда на Ляски връх), което трябва да се поведе от посочена от хората жена, която да е скромна, добра и трудолюбива.